# کاستلترچول
کاستلترچول (به اسپانیایی: Castelltersol) یک منطقهٔ مسکونی در اسپانیا است که در موینس واقع شده‌است. کاستلترچول ۳۱٫۹ کیلومتر مربع مساحت دارد.

## خواهرخوانده
شهر فادیس خواهرخواندهٔ کاستلترچول هست.